# Grupo de Exércitos B
Grupo de Exércitos B foi uma formação da Wehrmacht durante a Segunda Guerra Mundial. Ao longo do conflito, essa designação serviu para nomear três diferentes grupos de exércitos, em fases distintas da guerra. 
O primeiro Grupo de Exércitos B foi formado em 3 de outubro de 1939, após a invasão da Polônia, e durou até 1º de abril de 1941. Participou da invasão da França, em 1940, ocupando o flanco norte do Grupo de Exércitos A. Estava encarregado de invadir a Holanda e a Bélgica para atrair os exércitos aliados.
O Segundo Grupo de Exércitos B surgiu em 15 de julho de 1942, quando o Grupo de Exércitos Sul, então empregado na Operação Barbarossa, foi dividido entre Grupo de Exércitos A e B. O Grupo B ficou encarregado de atingir o Rio Volga e tomar Stalingrado. Nesse Grupo, estava o 6º Exército, comandado por Friedrich Paulus, que acabou cercado e destruído na batalha de Stalingrado.
O último Grupo de Exércitos B foi formado no norte da Itália, sob o comando de Erwin Rommel, em 10 de julho de 1943, para defender a região de um possível ataque aliado. Após o Dia D, o grupo foi transferido para a França, onde combateu na Normandia, nos países baixos, na Batalha do Bolsão, na retirada da França e no noroeste da Alemanha, no Ruhr, até se render, em meados de 1945.

## Comandantes
| Comandante                                                | Data                      |
| --------------------------------------------------------- | ------------------------- |
| Generalfeldmarschall Fedor von Bock                       | 3 out 1939 — 1º abr 1941  |
| Generalfeldmarschall Maximilian Reichsfreiherr von Weichs | 15 jul 1941 — 10 jul 1943 |
| Generalfeldmarschall Erwin Rommel                         | 10 jul 1943 — 17 Jul 1944 |
| Generalfeldmarschall Günther von Kluge                    | 17 Jul 1944 — 15 ago 1944 |
| SS-Oberstgruppenführer Paul Hausser                       | 15 ago 1944 — 17 ago 1944 |
| Generalfeldmarschall Walter Model                         | 17 ago 1944 — 17 Abr 1945 |

## Ordens de Batalha

### Invasão da França — Maio de 1940
Comandante: Fedor von Bock
- 6º Exército — Walter von Reichenau
  - IV Corpo de Exército
  - IX Corpo de Exército
  - XI Corpo de Exército
  - XIV Corpo Panzer
  - XXVII Corpo
- 18º Exército — Georg von Küchler
  - X Corpo de Exército
  - XXVI Corpo de Exército

### Operação Barbarossa— Agosto de 1942
Comandante: Generalfeldmarschall Maximilian Reichsfreiherr von Weichs
- 2º Exército — General Hans von Salmuth
- 2º Exército Húngaro
- 8º Exército Italiano
- 6º Exército — Generalfeldmarschall Friedrich Paulus
- 4º Exército Panzer — Generaloberst Hermann Hoth

### Operação Market Garden— Setembro de 1944
Comandante: Generalfeldmarschall Walter Model
- 15º Exército — General der Infanterie Gustav von Zangen
  - LXVIII Corpo
  - LXXXVIII Corpo
- 1º Exército de Pára-quedistas — General der Fallschirmtruppen Kurt Student
  - LXXXVI Corpo
  - II Corpo de Pára-quedistas
  - XII Corpo SS

### Batalha do Bolsão — Dezembro de 1944
Comandante: Generalfeldmarschall Walter Model
- 5º Exército Panzer — Panzer General der Panzertruppen Hasso-Eccard von Manteuffel
  - XXXXVII Corpo Panzer
  - XXXXIX Corpo Panzer
  - LVIII Corpo
  - LXVI Corpo
- 7º Exército — General der Panzertruppen Erich Brandenberger
  - LIII Corpo
  - LXXXV Corpo

Resumo
A Batalha do Bolsão, ou Batalha das Ardenas, teria o objetivo de recapturar as cidades de Bruxelas e, em um segundo movimento, recuperar Antuérpia. A ofensiva seria conduzida pelos Generais Von Zangen e Erich Brandenberger.
Forças alemãs
As forças reunidas para ofensiva contaram com 30 divisões, cerca de 250 mil combatentes, 1 900 canhões e 970 tanques. Os 3 000 caças que teriam sido prometidos por Hermann Göring não chegaram a 1 500 e os Düsenjäger (caças a jato) não estavam prontos. A falta de combustíveis não deu mais que metade dos 500 km de autonomia prometidos e necessários para se atingir Antuérpia. A infantaria contava apenas com os Volksgrenadieredivisionen, formados improvisadamente de homens ora velhos demais, ora jovens demais. 
Forças aliadas
As forças aliadas que seriam combatidas contavam com efetivos das 2a., 99a., 106a., 28a. e 4a. divisões do 5o. corpo de exército, comandado por Leonard Gerow, e do 8o. corpo, comandado por Troy Middleton. Ambos os corpos foram duramente combatidos nas batalhas do Ruhr. Os norte-americanos ocupavam postos nas localidades de Schönberg, Saint-Virth, Houffalize, Bastogne, Clerveux. Dias antes do ataque a quietude era tanta entre os aliados, que se permitia que camponeses e soldados alemães, de licença, circulassem pelas cercanias. A 106a. divisão do Major-General Jones estava isolada no maciço de Schnee Eiffel. Apesar de estranha movimentação da força aérea alemã—que fazia barulho para impedir que se ouvissem os ruídos do avanço da tropa para o ataque—as tropas aliadas não se aperceberam do que viria a acontecer.
Os combates
Os combates eclodem a partir da noite de 15 para 16 de dezembro de 1944. É uma noite quase glacial, com mais de sessenta centímetros de neve na linha que liga os vilarejos de Monschau (Alemanha) a Echternach (Luxemburgo), o ponto de partida do contra-ataque alemão. A ofensiva se inicia às 05h30 e o impacto é tão grande sobre os aliados—levando-os ao caos e a perda de comunicações — que as primeiras notícias do contra-ataque alemão chegam aos comandantes americanos (Eisenhower, Bradley e Beddel Smith) somente no fim daquela manhã. 
A ofensiva alemã contudo encontra dificuldades bem diferentes do ataque à França, em 1940. O abastecimento está terrivelmente dificultado pelas estradas sinuosas e a neve. O material está no fim. Muitos soldados, esfarrapados e com roupas inadequadas para o frio. Uma foto dos soldados alemães se pareceria mais com uma retirada soviética no meio da nevasca do que com o vigor da ofensiva de Rundstedt, de 1940. O 67o. corpo alemão, comandado por Sepp Dietrich, avança pela direita na direção norte. Conta com a 1a. e 2a. Panzer SS. A 16 e 17 de dezembro, os progressos não são promissores. 
O 67o. corpo não consegue tomar Monschau nem tomar o maciço de Elsenborn, defendido pela 78a. divisão de infantaria norte-americana. Por outro lado, as divisões de granadeiros conseguem desarticular, à esquerda, a 99a. divisão de infantaria americana, abrindo um corredor tortuoso para seus blindados. Seguem pelos rios Warche e Amblève, que se unem no rio Stavelot, que se une ao rio Ourthe, por fim se lançando ao Mosa, na cidade de Liège. Este é o caminho das tropas alemãs. 
A 19 de dezembro o 1o. corpo blindado SS toma Trois-Ponts, chegando até a vila de La Gleize. Chega próximo à planície de Liège, mas não passará disso. A 82a. divisão aerotransportada (Airborne) norte-americana efetua ataque bem sucedido contra o 6o. Exército blindado SS, que estaciona, esgotado, por ocasião do Natal.
À esquerda, o 5o. exército blindado alemão se choca com a 7a. divisão blindada norte-americana. O 58o. e o 47o. Panzer cercam a 106a. divisão de Infantaria no Schnee Eiffel, atravessando o grão-ducado de Luxemburgo. No dia 19, a Panzerlehr, reconstituída, se vê pronta para combater a 101a. Airborne norte-americana, na cidade recém conquistada de Bastogne. Simultaneamente, a 2a. Panzer avança extraordinariamente na direção oeste. Chegam a apenas 6 km do Rio Mosa. Mas a ofensiva é uma cunha pontuda, e não uma frente compressora. O tempo limpa e o dia fica claro. Ideal para a aviação inimiga, que inicia forte bombardeiro contra os tanques. A 2a. Panzer, cortada ao meio pelo bombardeiro, e em seguida atacada pela artilharia americana, é dizimada e isso começa a selar o fracasso da contra-ofensiva alemã. 
Em 20 de dezembro, tropas comandadas por Montgomery se posicionam ao norte para um contra-ataque. 
A 22 de dezembro, o Gal. Patton reúne três divisões blindadas ao sul contra o sétimo exército alemão. Inicialmente os combates são encarniçados e lentos, sob as nuvens nevoentas e em meio à neve. No dia 23, contudo, o tempo abriu novamente, e a força aérea pôde novamente atuar, acelerando o trabalho de Patton. Por causa desse mesmo tempo, Bastogne resiste nas mãos dos norte-americanos, recebendo suprimentos pelo ar. No dia 26, a 4a. divisão blindada norte-americana, comandada pelo General Gaffey, se lança na direção de Bastogne. O cerco de Bastogne se rompe às 17h00 desse dia. A contra-ofensiva alemã praticamente se rompe nesse momento. Contudo as tropas alemãs não retrocedem muito além de Bastogne. Os generais do alemães insistem em uma retirada e reforço das tropas na frente oriental contra as "bestas bolcheviques", mas Hitler insiste na manutenção da frente à espera de reforços imaginários. Mais de cem mil soldados teriam sido vitimados, feridos ou presos na ofensiva, mas Hitler ainda tinha esperanças. A esperança se chamava V2.

### Batalha do Ruhr — Abril de 1945
Comandante: Generalfeldmarschall Walter Model
- Reservas
  - LIII Corpo
  - LXIII Corpo
- 5º Exército Panzer — Generaloberst Josef Harpe
  - XII Corpo
  - LVIII Corpo
- 15º Exército — General der Infanterie Gustav-Adolf von Zangen
  - LXXIV Corpo